# Modelos de segurança computacional
Um modelo de segurança computacional é um esquema para a especificação e aplicação de políticas de segurança computacional. Um modelo de segurança pode ser fundada sobre um modelo formal de direitos de acesso, um modelo de computação, um modelo de computação distribuída, ou mesmo nenhum embasamento teórico específico.
Para obter uma lista mais completa dos artigos disponíveis em modelos de segurança específicos, consulte Categoria:Modelos de segurança computacional.

## Tópicos selecionado
- Modelo Biba
- Modelo Graham-Denning
- Modelo de Matriz de Acesso - DAC
- Controle de acesso obrigatório - MAC
- Segurança de Multiplos Níveis - MLS
- Modo de proteção take-grant
- Modos de Segurança